# Eva Šebová
Eva Šebová (* 9. März 1988) ist eine frühere slowakische Biathletin.
Eva Šebová startete für ŽP Šport Podbrezová. In der Saison 2005/06 nahm sie regelmäßig am Europacup der Junioren teil und lief dort mehrfach auf einstellige Platzierungen. Höhepunkt wurden die Biathlon-Europameisterschaften 2006 der Junioren in Langdorf, bei denen die Slowakin im Einzel den 29. Platz belegte, 38. des Sprintrennens wurde, sich im darauf basierenden Verfolgungsrennen auf den 30. Platz verbesserte und schließlich mit der Staffel den achten Rang belegte. Ihren größten internationalen Erfolg feierte Šebová schon zwei Jahre zuvor. Bei den ersten Sommerbiathlon-Europameisterschaften 2004 in Clausthal-Zellerfeld nahm sie zunächst an den Rennen der Juniorinnen teil. Im Sprint wurde sie Elfte, im anschließenden Verfolgungsrennen rutschte sie bis auf den 17. Platz zurück. Für das Mixed-Staffelrennen wurde Šebová in die A-Mannschaft der Slowakei berufen, in der sie als Startläuferin zum Einsatz kam. Mit Bibiana Švejkovská, Radovan Cienik und Davorín Škvaridlo gewann sie hinter den Vertretungen aus Russland und Deutschlands die Bronzemedaille.